# 鳞趾虎属
鳞趾虎属（学名：Lepidodactylus），爬行纲有鳞目壁虎科的一属，主要分布于热带及亚热带地区。

## 特征
鳞趾虎属壁虎体背不具有疣鳞；瞳孔纵裂状。第3～4指、趾间六分之一至半蹼；指、趾中等或宽扩展。攀瓣窄，远端的数瓣对分。尾部宽扁，向两侧扩展。

## 下属物种
本属包括以下物种：